# Mike W. Craven

## Biografia
Mike W. Craven va créixer a Newcastle upon Tyne; va entrar en l'exèrcit als 16 anys. L'any 1995 va deixar-lo acabà els estudis de treball social amb l'especialització en criminologia, psicologia i drogodependències. El 1999 s'incorpora al Cumbria Probation Service com a oficial de llibertat condicional, i ascendeix més tard a cap d'oficial.
El 2015, M. W. Craven publicà una col·lecció de contes i una primera novel·la, Born in a Burial Gown, amb Avison Fluke, un detectiu inspector de Cúmbria.
A l'any 2018, amb The Puppet Show (El xou dels titelles), comença una nova sèrie, centrada en Washington Poe, un detectiu, i Tilly Bradshaw, un analista civil maldestre, al Lake District. Amb aquesta novel·la, va guanyar el premi Gold Dagger 2019.

## Obra

### Novel·les

#### SèrieAvison Fluke
- Born in a Burial Gown (Nascut amb una mortalla) (2015)
- Body Breaker (2017)

#### SèrieWashington Poe i Tilly Bradshaw
- The Puppet Show (El xou de titelles) (2018)
  - The Circle of Stones (El cercle de pedres), Edicions de L'Archipel (2022)
- Black Summer (Estiu negre) (2019)
  - Black Summer Edicions de L'Archipel (2019)
- The Curator (El comissari) (2020)
- Dead Ground (2021)
- The Botanist (El botànic) (2022)

#### SèrieBen Koenig
- Fearless (Sense por) (2023)

#### SèrieAvison Fluke
- Assume Nothing, Believe Nobody, Challenge Everything (No assumir res, no creure ningú, desafiar-ho tot) (2015)

## Premis i nominació
- Premi Gold Dagger 2019 per The Puppet Show
- Premi Steel Dagger 2022 per Dead Ground

- Premi Steel Dagger 2023 per a The Botanist[2]